# MDK (시리즈)
《MDK》는 3인칭 슈팅 비디오 게임 시리즈로서, 플레이어가 에일리언 침입자들로부터 지구를 지켜야 한다. 이 시리즈에는 두 게임이 있다: 1997년 출시된 MDK, 2000년 출시된 MDK2. MDK는 윈도우용으로 샤이니 엔터테인먼트가 개발하였으며, 쇽웨이브가 맥 OS로 포팅하였고, 네버소프트가 플레이스테이션으로 포팅하였다. 북아메리카에서는 PIE에 의해, 유럽에서는 인터플레이 엔터테인먼트에 의해 모든 시스템에 배급되었다. MDK2는 드림캐스트, 윈도우, 플레이스테이션 2, Wii용으로 바이오웨어가 개발하였다. HD 리마스터 버전은 Overhaul Games에 의해 개발되었으며 2011년에 MDK2 HD로 출시되었다. MDK2는 인터플레이에 의해 모든 시스템용으로 배급되었다.
두 게임 모두 목적은 스트림라이더(Streamrider)라는 에일리업 침입자들로부터 지구를 구하는 것이다.

## 게임
- MDK
- MDK2

## 평가
| 게임             | 게임랭킹스 | 메타크리틱 |
| ---------------- | ---------- | ---------- |
| MDK (PC)         | 89%        | -          |
| MDK (PS)         | 76%        | -          |
| MDK2 (Dreamcast) | 88%        | -          |
| MDK2 (PC)        | 86%        | 83/100     |
| MDK2 (PS2)       | 81%        | 80/100     |
| MDK2 (Wii)       | 80%        | -          |

MDK와 MDK2는 모든 시스템에 걸쳐 대체적으로 긍정적인 평가를 받았다.